# Elena Bodnarenco
Elena Bodnarenco (Soroca, 5 marzo 1965 – Chișinău, 4 luglio 2022) è stata una politica moldava, membro del Partito dei Comunisti della Repubblica di Moldavia.